# Backyard Basketball 2004
Backyard Basketball 2004 est un jeu vidéo développé par Humongous Entertainment et publié par Atari Inc. pour Windows en 2003. Il s’agit d’une simulation de basketball pour enfants.

## Système de jeu
Backyard Basketball 2004 est une simulation de basketball destinée aux enfants.

## Accueil
Backyard Basketball 2004 reçoit de très mauvaises critiques.